# Menno Bakker
Menno Bakker (Leeuwarden, 6 december 1962) is een Nederlands zanger.
Bakker groeide op in de Leeuwarder wijk Nylân en begon eind jaren zeventig met het maken van muziek. Hij speelde in diverse punkbands, waar Pin Baskets wel het bekendst van is. Het nummer Never the same werd in 1986 uitgezonden in het VPRO-programma O.K.-toer van de Jonge Helden (Daan en Willem Ekkel). Daarna volgden nog andere bands, waarvan  Kobus gaat naar Appelscha landelijke bekendheid bereikte. Eind 1988 viel Kobus gaat naar Appelscha uit elkaar en vormde Bakker de folkband Trio Hell.
Omstreeks 1990 stopte Menno Bakker als beroepsmuzikant. Hij werd directeur van Otterpark Aqualutra, tegenwoordig beter bekend als Aqua Zoo Friesland, werkte vervolgens als communicatieadviseur bij het Groninger Museum en werd daarna directeur van VVV Leeuwarden. In 2000 begon hij zijn eigen adviesbureau voor communicatie.
Van 2011 tot 2014 was hij weer actief in de muziek. Samen met Hans van der Iest en Klaas van Leggelo vormt hij de akoestische gitaarband Stilton.
Bakker is behalve muzikant ook filmer. In 2013 maakte hij de korte film In search of the sublime, 'A short story about walking'. In deze film maakt hij met zijn zoons een wandeling door Yorkshire, waarbij hij in de voetsporen treedt van de kunstschilder William Turner, die in zijn tijd ook op zoek was naar 'sublieme' ervaringen. In 2015 volgde daarop de Italiaanstalige film 'Questo Paese'. In dit filmische essay trekt de verteller, tijdens een wandeling op de Vesuvius en een bezoek aan Pompeï, de conclusie dat hij haast moet maken met het najagen van zijn dromen.